# چلسی بلو
چلسی بلو (انگلیسی: Chelsea Blue؛ زاده ۱۶ نوامبر ۱۹۷۶) بازیگر پیشین پورنوگرافی اهل ایالات متحده آمریکا است. او در بیش از ۱۰۰ فیلم بزرگسالان بین سال‌های ۱۹۹۵ و ۲۰۰۴ نقش‌آفرینی کرد. او در پرفروش‌ترین فیلم پورنوی سال ۲۰۰۳ در آمریکا نقش‌آفرینی کرد.